# Irlands parlament

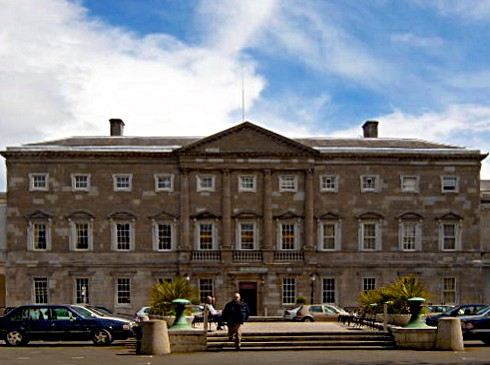
Leinster House, säte för parlamentets båda kamrar

Irlands parlament (Iriska: Oireachtas, IPA: /ɛrʲaxt̪ˠasˠ/) är landets lagstiftande församling. 
Parlamentet, som bygger på Westminstermodellen, består samfällt av Irlands president och två kamrar, överhuset Seanad Éireann och underhuset Dáil Éireann.
De båda kamrarna sitter för närvarande i Leinster House i Dublin. Det direktvalda Dáil Éireann är den avsevärt mäktigaste delen av parlamentet.

## Sammansättning
Dáil Éireann, underhuset, väljs i allmänna val med rösträtt för alla irländska och brittiska medborgare från 18 års ålder som är bosatta i republiken Irland. Valen hålls enligt lag minst en gång vart femte år. Kammaren kan dock upplösas när som helst på begäran av Taoiseach (regeringschefen). Val till Dáil Éireann genomförs med proportionellt valsystem med metoden enkel överförbar röst. Senaten (Seanad Éireann) är inte folkvald utan består av en blandning av ledamöter som utsetts på olika sätt. 43 senatorer väljs av lokalpolitiker och parlamentsledamöter, 11 tillsätts av regeringschefen, och sex väljs av två universitetsvalkretsar. Irlands president väljs av folket vart sjunde år, för maximalt två mandatperioder. Om det uppstår konsensus bland de större politiska partierna så att bara en kandidat blir nominerad, vilket har hänt ett antal gånger, sker dock ingen omröstning. 

## Roll
För att bli lag måste ett lagförslag godkännas av både Dáil och i de flesta fall senaten (fastän Dáil kan köra över senaten och godkänna ett förslag mot dess nekande), och sedan undertecknas av presidenten. Förslag om ändringar i konstitutionen måste dessutom godkännas av folket i folkomröstning. I de flesta fall är presidenten i praktiken tvungen att underteckna alla lagar som antas av parlamentets kamrar, men han eller hon har befogenhet att hänvisa de flesta lagförslag till högsta domstolen för att avgöra om de är förenliga med konstitutionen. Senatens befogenheter är i praktiken begränsade till att fördröja snarare än att lägga in veto. Det är därför Dáil som har den högsta makten över den irländska lagstiftningen. 

### Befogenheter
Oireachtas har exklusiv befogenhet att:
- Lagstifta, inklusive den befogenhet som ligger hos Dáil att godkänna de finansiella beslut som är relevanta för budgeten.
- Bilda underordnade lagstiftande församlingar.
- Föreslå förändringar i konstitutionen (måste initieras i Dáil), vilka sedan måste underställas folkomröstning.
- Anskaffa armé.
- Tillåta att internationella överenskommelser ingår i statens inhemska rätt.
- Anta vissa lagar som har extra-territoriell verkan (i enlighet med liknande praxis i andra stater).
- Att anta, när det bedömer att undantagstillstånd föreligger, nästan vilken lag som helst som det anser nödvändig.

### Begränsningar
- Lagar är ogiltiga om, och i den utsträckning som, de motsäger konstitutionen.
- Om en konflikt uppstår har EG-rätten också företräde över beslut av Oireachtas.
- Parlamentet får inte retroaktivt kriminalisera handlingar som inte var olagliga när de utfördes.
- Det får inte anta någon lag som tillåter användande av dödsstraff, ens under undantagstillstånd
- Det kan bara stifta lag för republiken Irland och inte för Nordirland.

## Utskott
Vardera kammare har sina egna utskott men det finns också ett antal gemensamma utskott med ledamöter från båda. För närvarande finns tjugo sådana. 

## Historia
Ordet oireachtas kommer från det iriska namnet MacOireachtaigh (Geraghty), som tros ha varit rådgivare till den forne kungen O'Connor, och har varit titeln på två parlament i Irlands historia: det nuvarande Oireachtas i republiken Irland, sedan 1937, och, omedelbart dessförinnan, Irländska fristatens Oireachtas  1922-1937. 
Det tidigaste parlamentet på Irland var Parliament of Ireland, som existerade till 1801. Detta parlament styrde över hela ön Irland men var, under sin livstid, i olika grad underordnat det engelska, och senare brittiska parlamentet. Detta parlament bestod av kungen av Irland, House of the Lords och House of Commons. 1800 avskaffade det irländska parlamentet sig självt då, efter utspridd mutning av ledamöter, det antog Act of Union, som trädde i kraft från 1 januari 1801.
Nästa irländska parlament bildades 1919. Detta var ett utomlagligt enkammarparlament som upprättades av irländska republikaner och som kallades Dáil Éireann. Detta revolutionära Dáil var i teorin ett parlament för hela ön Irland. 1920 bildade den brittiska regeringen, parallellt med det olagliga Dáil, ett självstyrande parlament med namnet Parliament of Southern Ireland. Detta parlament bojkottades dock av de flesta irländska politiker. Det bestod av kungen, House of Commons of Southern Ireland och Senate of Southern Ireland. Detta parlament upplöstes formellt 1922, då Oireachtas upprättades i enlighet med Irländska fristatens konstitution.
Irländska fristatens Oireachtas bestod officiellt av kungen och två kamrar, med namnen Dáil Éireann (som i detta fall beskrevs som en "deputeradekammare") och Seanad Éireann. Fristatens senat avskaffades dock 1935. Det moderna Oireachtas kom till 1937, när Irlands konstitution antogs genom folkomröstning.
TV-sändning av debatter i Oireachtas inleddes 1990, och av utskottsdebatter 1993.

## Representation för Nordirland
Fastän artikel 3 i konstitutionen som den antogs 1937 slog fast att parlamentet och regeringen hade rätt att utöva jurisdiktion över hela Irland, föreskrev den också att fram till "återföreningen av det nationella territoriet" skulle Oireachtas beslut inte vara gällande i Nordirland. Därför gjordes inga allvarliga försök att ge Nordirland representation i Dáil. Som Taoiseach drev Éamon de Valera, trots att han var en övertygad motståndare till delningen av Irland, inte idén om att ge Nordirland representation i Dáil, med argumentet att det skulle innebära representation utan beskattning, men senare Taoisigh har utnämnt personer från Nordirland till senatorer.
Mer nyligen har Sinn Féin förespråkat att valda representanter från Nordirlands parlament, från brittiska underhuset och från Europaparlamentet ska ha rätt att delta i debatter i Dáil, men utan rösträtt. 2005 föreslog dåvarande Taoiseach, Bertie Ahern, att ledamöter av det brittiska underhuset som representerar Nordirland ska kunna tala inför ett utskott bestående av hela kammaren. Övriga partier och vissa ledamöter från Aherns eget parti Fianna Fáil motsatte sig detta förslag. Endast Sinn Féin, det parti som skulle vinna mest på förslaget, stödde det, medan det mer moderata partiet Social Democratic and Labour Party (SDLP) beskrev det som ett steg framåt.